# John Profumo
John Dennis Profumo, 5.º Barão Profumo, CBE, conhecido informalmente como Jack Profumo, (Kensington, 30 de Janeiro de 1915 - Londres, 9 de Março de 2006) foi um político britânico.
Profumo é mais conhecido pelo envolvimento em 1963 num escândalo envolvendo a modelo Christine Keeler.  John Profumo renunciou e se retirou da política. Ajudou a tombar o Governo conservador de Harold Macmillan. Após sua renúncia, Profumo começou a trabalhar como voluntário em instalações de limpeza sanitária em Toynbee Hall. Continuou o trabalho pelo resto de sua existência. Essas atividades ajudaram restabelecer a reputação de Profumo; ele foi premiado a um CBE em 1975, e em 1995, foi convidado por Margaret Thatcher para o seu 70º aniversário.